# Гусельское
Гу́сельское (укр. Гусельське) — посёлок, входит в Макеевский городской совет Донецкой области Украины. Находится под контролем самопровозглашённой Донецкой Народной Республики.

## География

#### Соседние населённые пункты по странам света
С, СЗ, З: город Макеевка
С: Пролетарское, город Харцызск, Молочарка
СЗ: Угольщик, Свердлово, Колосниково
З: Шевченко
СВ: Медвежье
В: Золотарёвка
ЮЗ: Межевое,  Грузско-Зорянское
ЮВ: Садовое, Новониколаевка
Ю: Холмистое, Вербовка

## Население
Население по переписи 2001 года составляло 499 человек.

## Общая информация
Почтовый индекс — 86192. Телефонный код — 6232. Код КОАТУУ — 1413569500.

## Местный совет
86192, Донецкая обл., Макеевский городской совет, пгт. Пролетарское/Пятиполье, ул. Центральная, 4